# Philippe Lacoue-Labarthe
Philippe Lacoue-Labarthe (Tours, 6 de março de 1940 — Paris, 27 de janeiro de 2007) foi um filósofo, crítico literário e tradutor francês. 
Labarthe foi professor de Estética na Universidade de Estrasburgo -- onde lecionou com Jean-Luc Nancy (amigo e colega com quem publicou diversas obras) --, homme de théâtre, crítico e germanista francês, especialista do pensamento de Martin Heidegger, de Jacques Derrida e de Jacques Lacan, como também do romantismo alemão e de Paul Celan. 

## Obras

### Em português

#### No Brasil
- A imitação dos modernos: ensaios sobre arte e filosofia. Org. Virginia de Araujo Figueiredo, João Camillo Penna. São Paulo, SP: Paz e Terra, 2000. 311 p. ISBN 8521903677 (broch.).
- Musica ficta: figuras de Wagner. Trad. de Eduardo Jorge de Oliveria, Marcelo Jacques de Moraes. Belo Horizonte, MG: Relicáio Edições, 2016. 260p. ISBN 978-85-66786-43-9
- O mito nazista: seguido de O espírito do nacional-socialismo e o seu destino, com Jean-Luc Nancy. Trad. Márcio Seligmannn-Silva. São Paulo: Iluminuras, 2002. 96p. (Testemunhos) ISBN 8573211512
- O Título da Letra (Uma leitura de Lacan), com Jean-Luc Nancy. Tradução de Sergio Joaquim de Almeida. São Paulo: Escuta, 1991.

#### Em Portugal
- Duas paixões: Artaud, Pasolini. trad. Bruno Duarte. Vendaval, 2004. 41, [6] p. ISBN 972-99185-2-X
- O paradoxo e a mimese. Trad. Tomás Maia. Paris: Projecto Teatral, 2011.  39, [1] p.;ISBN 978-972-98129-5-8
- Textos sobre Hölderlin. trad. de Bruno Duarte. Vendaval, 2005. - 107, [5] p. ISBN 972-99185-7-0

### Em francês (seleção)
- Le Titre de la lettre: une lecture de Lacan (1973) (com Jean-Luc Nancy)
- L'Absolu littéraire: théorie de la littérature du romantisme allemand  (1978) (com Jean-Luc Nancy)
- Le Sujet de la philosophie: Typographies 1 (1979)
- L'Imitation des modernes: Typographies 2 (1985)
- La Poésie comme expérience (1986)
- La Fiction du politique: Heidegger, l'art et la politique (1988)
- Musica ficta: figures de Wagner (1991)
- Le mythe nazi (1991) (com Jean-Luc Nancy)
- Pasolini, une improvisation: d'une sainteté (1995)
- Métaphrasis; suivi de Le théâtre de Hölderlin (1998)
- Phrase (2000)
- Poétique de l'histoire (2002)
- Heidegger: la politique du poème (2002)